# Aconitum moschatum
Aconitum moschatum là một loài thực vật có hoa trong họ Mao lương. Loài này được (Brühl) Stapf mô tả khoa học đầu tiên năm 1905.